# 豪特维尔 (加利福尼亚州)
豪特维尔（英語：Holtville），是美国加利福尼亚州因皮里尔县下属的一座城市。建市于1908年7月1日，面积大约为1.15平方英里（3平方公里）。根据2010年美国人口普查，该市有人口5,939人。